# Achim Barth
Hans-Joachim Barth (* 29. Dezember 1950 in Haustadt; † 2. Januar 1989) war ein deutscher Journalist und Autor
Barth war Sohn des Autors Oskar Barth (1910–2012). Nach dem Abitur studierte er Germanistik. In seiner abschließenden Magisterarbeit beschäftigte er sich mit dem Frühwerk von Bertolt Brecht. Er widmete sich dann dem Journalismus und war anfangs als freier Theater- und Literaturkritiker tätig, ehe er als Redakteur zum Feuilleton des Münchner Merkur kam, dessen Leitung er 1985 übernahm. Daneben veröffentlichte er zahlreiche zeitgeschichtliche Werke.
Er kam im Januar 1989 während einer Urlaubsreise bei einem Autounfall auf der Straße von Jerusalem nach Haifa ums Leben.

## Schriften
- Achim Barth: meine Kardinäle, Opale und Perlen, Beckingen: Barth, 1991 (mit Oskar Barth)
- München leuchtet überall, Beckingen: Barth, 1991 (mit Oskar Barth)
- Der frühe Bertolt Brecht: Literatur, Dokumentation, Quellen, Beckingen-Haustadt: Barth, 1993
- Erinnerungen an Joseph Kardinal Höffner, Beckingen: Barth, 1993 (mit Oskar Barth)
- Beim alten Spitzweg, Beckingen-Haustadt: Barth, 1993 (mit Oskar Barth)
- Professor Wolfgang Sawallisch: ein Glücksfall für München, Beckingen-Haustadt: Barth, 1993 (mit Oskar Barth)
- Die Propagandasprache und Nationaltheorie des Dritten Reiches, Beckingen: Barth, 1993 (mit Oskar Barth)
- Reisen zu Idealen der Schönheit, Beckingen-Haustadt: Barth, 1996 (mit Oskar Barth)